# التوحيد في الإسلام
التَّوحِيدُ، وهو لُغةً جعلُ الشيءِ واحدًا غيرَ متعدِّد، وفي اصطلاح المُسلمين، هو الإيمان بأنَّ الله واحدٌ في ذاته وصفاته وأفعاله، لا شريكَ له في مُلكه وتدبيره، وأنّه وحدَه المستحقّ للعبادة فلا تُصرَف لغيره. ويُعتبر التَّوحيد عند المسلمين محور العقيدة الإسلاميّة، بل محور الدِّين كلّه، حيثُ ورد في القرآن: ﴿وَمَا أَرْسَلْنَا مِنْ قَبْلِكَ مِنْ رَسُولٍ إِلَّا نُوحِي إِلَيْهِ أَنَّهُ لَا إِلَهَ إِلَّا أَنَا فَاعْبُدُونِ ۝٢٥﴾ [الأنبياء:25]، والتَّوحيد يشكِّل نصف الشهادتين التي ينطق بها مَن أراد الدخول في الإسلام، كما يُعتَبر الأساس الذي يُبنى عليه باقي المعتقدات الإسلاميّة.
ويتضمّن التَّوحيد في الإسلام نفي وجود أيّ آلهة أُخرى مع الله، ونفي الشَّبه بين الله وبين خلقه، فالله في الإسلام واحدٌ أحدٌ فردٌ صمدٌ، لا شريك ولا نِدَّ له، منفردٌ في التصرّف في مُلكه، لا يُسأل عمّا يفعل، لا يخرج عن مشيئته وإرادته شيء، بل هو الفعّال لما يريد، لا رادّ لأمره، ما شاءه كان، وما لم يشأه لم يكن.ولا يشبه الأجسام، ليس كمثله شيء ولا هو مثل شيء، ليس محدودٌ بزمان ولا مكان، بل الزمان والمكان من خَلقه وتدبيره.

## معنى التوحيد
كلمة التوحيد هي أصل الدين وأساسه، ولأجلها خلقت الدنيا والآخرة، والجنة والنار، وهي دعوة جميع الأنبياء والرسل، من لدن نوح ﷺ حتى محمد ﷺ. وقد تظاهرت النصوص من الكتاب والسنة لبيان معنى توحيد العبادة. قال تعالى: ﴿إِنَّهُمْ كَانُوا إِذَا قِيلَ لَهُمْ لَا إِلَهَ إِلَّا اللَّهُ يَسْتَكْبِرُونَ ۝٣٥﴾ [الصافات:35] فلم يقروا بهذه الكلمة، وذلك لأنهم يعلمون معناها، إذ لو كان مجرد قول لا يلزم منه نبذ جميع المعبودات سوى الله لقالوها، ولذا أخبر الله تعالى واصفاً حال المشركين بقولهم: ﴿أَجَعَلَ الْآلِهَةَ إِلَهًا وَاحِدًا إِنَّ هَذَا لَشَيْءٌ عُجَابٌ ۝٥﴾ [ص:5] فعلموا ما يراد من هذه الكلمة، فلم ينطقوا بها. وجميع الأنبياء إنما دعوا لعبادة الله وحده، كما قال تعالى: ﴿وَمَا أَرْسَلْنَا مِنْ قَبْلِكَ مِنْ رَسُولٍ إِلَّا نُوحِي إِلَيْهِ أَنَّهُ لَا إِلَهَ إِلَّا أَنَا فَاعْبُدُونِ ۝٢٥﴾ [الأنبياء:25] وقد رد قوم هود ﷺ ما دعا إليه بقولهم: ﴿قَالُوا أَجِئْتَنَا لِنَعْبُدَ اللَّهَ وَحْدَهُ وَنَذَرَ مَا كَانَ يَعْبُدُ آبَاؤُنَا فَأْتِنَا بِمَا تَعِدُنَا إِنْ كُنْتَ مِنَ الصَّادِقِينَ ۝٧٠﴾ [الأعراف:70] فعلموا ما أراد من دعوتهم، من ترك كل ما يعبده هؤلاء وآباؤهم من قبل، إلى عبادة الله وحده، وما ذاك إلا أنهم علموا معنى كلمة التوحيد وما يراد بها. وقال تعالى: ﴿ذَلِكَ بِأَنَّ اللَّهَ هُوَ الْحَقُّ وَأَنَّ مَا يَدْعُونَ مِنْ دُونِهِ الْبَاطِلُ وَأَنَّ اللَّهَ هُوَ الْعَلِيُّ الْكَبِيرُ ۝٣٠﴾ [لقمان:30] فبيّن الله تعالى أن الذي يعبد هؤلاء المشركون من دونه سبحانه - من الأصنام والأوثان - هو الباطل الذي يضمحل ويفنى، وأن عبادته سبحانه وتعالى وحده هي الحق؛ لأن كل من دونه متذلل منقاد.
والتوحيد هو الباب الذي يدخل الإنسان منه إلى الإسلام ويفارق على أعتابه طريق الكفر. وكلمة «لا إله إلا الله» هي في حد ذاتها تتضمن الكفر بالطاغوت لكل من أتى بكلمة التوحيد فإنه يعلن في الوقت ذاته الكفر بالطاغوت، والبراءة من كل ما يعبد من دون الله تعالى. وكلمة الشهادة: «لا إله إلا الله» تنفي الألوهية عن غير الله، لأن معناها: لا معبود بحق إلا الله، فهى تنفى الألوهية وهي العبادة عن غير الله، وتثبت العبادة لله وحده، دون ما سواه من سائر المخلوقات، والأدلة على هذا من كتاب الله وسنة رسوله كثيرة جداً، منها قوله عز وجل: ﴿وَمَا خَلَقْتُ الْجِنَّ وَالْإِنْسَ إِلَّا لِيَعْبُدُونِ ۝٥٦﴾ [الذاريات:56] وقوله تعالى: ﴿وَمَا أُمِرُوا إِلَّا لِيَعْبُدُوا اللَّهَ مُخْلِصِينَ لَهُ الدِّينَ حُنَفَاءَ وَيُقِيمُوا الصَّلَاةَ وَيُؤْتُوا الزَّكَاةَ وَذَلِكَ دِينُ الْقَيِّمَةِ ۝٥﴾ [البينة:5] وقوله سبحانه: ﴿وَقَضَى رَبُّكَ أَلَّا تَعْبُدُوا إِلَّا إِيَّاهُ وَبِالْوَالِدَيْنِ إِحْسَانًا إِمَّا يَبْلُغَنَّ عِنْدَكَ الْكِبَرَ أَحَدُهُمَا أَوْ كِلَاهُمَا فَلَا تَقُلْ لَهُمَا أُفٍّ وَلَا تَنْهَرْهُمَا وَقُلْ لَهُمَا قَوْلًا كَرِيمًا ۝٢٣﴾ [الإسراء:23]. وكلمة التوحيد هي الكلمة التي على أساسها جاءت رسالة النبي محمد ﷺ إلى مجتمعه والناس أجمعين، يقول تعالى: ﴿قَالَ اهْبِطَا مِنْهَا جَمِيعًا بَعْضُكُمْ لِبَعْضٍ عَدُوٌّ فَإِمَّا يَأْتِيَنَّكُمْ مِنِّي هُدًى فَمَنِ اتَّبَعَ هُدَايَ فَلَا يَضِلُّ وَلَا يَشْقَى ۝١٢٣ وَمَنْ أَعْرَضَ عَنْ ذِكْرِي فَإِنَّ لَهُ مَعِيشَةً ضَنْكًا وَنَحْشُرُهُ يَوْمَ الْقِيَامَةِ أَعْمَى ۝١٢٤ قَالَ رَبِّ لِمَ حَشَرْتَنِي أَعْمَى وَقَدْ كُنْتُ بَصِيرًا ۝١٢٥ قَالَ كَذَلِكَ أَتَتْكَ آيَاتُنَا فَنَسِيتَهَا وَكَذَلِكَ الْيَوْمَ تُنْسَى ۝١٢٦﴾ [طه:123–126].

## فضل التوحيد
- قال الله تعالى: ﴿الَّذِينَ آمَنُوا وَلَمْ يَلْبِسُوا إِيمَانَهُمْ بِظُلْمٍ أُولَئِكَ لَهُمُ الْأَمْنُ وَهُمْ مُهْتَدُونَ ۝٨٢﴾ [الأنعام:82].
- وقال أيضاً: ﴿وَذَا النُّونِ إِذْ ذَهَبَ مُغَاضِبًا فَظَنَّ أَنْ لَنْ نَقْدِرَ عَلَيْهِ فَنَادَى فِي الظُّلُمَاتِ أَنْ لَا إِلَهَ إِلَّا أَنْتَ سُبْحَانَكَ إِنِّي كُنْتُ مِنَ الظَّالِمِينَ ۝٨٧ فَاسْتَجَبْنَا لَهُ وَنَجَّيْنَاهُ مِنَ الْغَمِّ وَكَذَلِكَ نُنْجِي الْمُؤْمِنِينَ ۝٨٨﴾ [الأنبياء:87–88].
- وعن عبادة عن النبي صلى الله عليه وسلم قال: «من شهد أن لا إله إلا الله وحده لا شريك له، وأن محمدا عبده ورسوله، وأن عيسى عبد الله ورسوله، وكلمته ألقاها إلى مريم وروح منه، والجنة حق، والنار حق، أدخله الله الجنة على ما كان من العمل». متفق عليه.
- وعن أبي هريرة أن رسول الله صلى الله عليه وسلم قال: «من قال: لا إله إلا الله وحده لا شريك له، له الملك وله الحمد، وهو على كل شيء قدير، في يوم مائة مرة، كانت له عدل عشر رقاب، وكتبت له مائة حسنة، ومحيت عنه مائة سيئة وكانت له حرزا من الشيطان يومه ذلك حتى يمسي، ولم يأت أحد أفضل مما جاء به إلا أحد عمل أكثر من ذلك». متفق عليه.
- وعن أنس بن مالك «أن نبي الله صلى الله عليه وسلم، ومعاذ بن جبل رديفه على الرحل، قال: «يا معاذ!» قال: لبيك رسول الله وسعديك، قال: «يا معاذ!». قال: لبيك رسول الله وسعديك، قال: «يا معاذ!». قال: لبيك رسول الله وسعديك، قال: «ما من عبد يشهد أن لا إله إلا الله، وأن محمدا عبده ورسوله، إلا حرمه الله على النار» قال: يا رسول الله! أفلا أخبر بها الناس فيستبشروا؟ قال: «إذا يتكلوا». فأخبر بها معاذ عند موته، تأثما». متفق عليه.
- وعن أبي هريرة أنه قال: «قلت: يا رسول الله، من أسعد الناس بشفاعتك يوم القيامة؟ فقال: لقد ظننت، يا أبا هريرة، أن لا يسألني عن هذا الحديث أحد أول منك، لما رأيت من حرصك على الحديث، أسعد الناس بشفاعتي يوم القيامة من قال: لا إله إلا الله، خالصا من قبل نفسه». أخرجه البخاري.
- وعن عثمان قال: قال رسول الله صلى الله عليه وسلم: «من مات وهو يعلم أنه لا إله إلا الله دخل الجنة». أخرجه مسلم.

## التوحيد عندأهل السنة
علم التوحيد هو أشرف العلوم على الإطلاق، لأنه يتعلق بمعرفة الله عز وجل، وما يجب له من الصفات وما يستحيل عليه وما يجوز في حقه سبحانه وتعالى، وما يتبع ذلك من أمور النبوة والآخرة والأصول، فإن شرف العلم بشرف المعلوم، لذلك هو أشرف العلوم وأفضلها. فالتوحيد هو أصل الدين، قال الله تعالى: ﴿فَاعْلَمْ أَنَّهُ لَا إِلَهَ إِلَّا اللَّهُ وَاسْتَغْفِرْ لِذَنْبِكَ وَلِلْمُؤْمِنِينَ وَالْمُؤْمِنَاتِ وَاللَّهُ يَعْلَمُ مُتَقَلَّبَكُمْ وَمَثْوَاكُمْ ۝١٩﴾ [محمد:19] في الآية تقديم التوحيد على الاستغفار لأن التوحيد هو الأصل، والاستغفار عمل صالح فلا يقبل من غير توحيد كما لا يكون فرع من غير أصل. وقال تعالى: ﴿وَمَنْ يَعْمَلْ مِنَ الصَّالِحَاتِ مِنْ ذَكَرٍ أَوْ أُنْثَى وَهُوَ مُؤْمِنٌ فَأُولَئِكَ يَدْخُلُونَ الْجَنَّةَ وَلَا يُظْلَمُونَ نَقِيرًا ۝١٢٤﴾ [النساء:124] وقال تعالى: ﴿وَمَنْ لَمْ يُؤْمِنْ بِاللَّهِ وَرَسُولِهِ فَإِنَّا أَعْتَدْنَا لِلْكَافِرِينَ سَعِيرًا ۝١٣﴾ [الفتح:13] فلا يصح الإيمان بالله إن لم يقترن به الإيمان برسوله محمد ﷺ مع التصديق بكل ما جاء به وأخبر به. وقال ﷺ: «أفضل الأعمال إيمان بالله ورسوله» رواه البخاري. أي أن الإيمان هو أفضل الأعمال الصالحة من صلاة وصيام وزكاة وغير ذلك. ومن أهمية التوحيد أن من مات عليه لا بد أن يدخل الجنة، فإن كان مؤمناً طائعاً لله أدخله الله الجنة بفضله من غير سابق عذاب، وإن كان مؤمناً فاسقاً إن شاء الله أدخله الجنة وإن شاء عذبه، ثم يدخل الجنة بعد مدة عقابه في النار، قال ﷺ: «يخرج من النار من قال لا إله إلا الله وفي قلبه ذرة من إيمان» رواه البخاري، أما من مات على الكفر فهو خالدٌ في نار جهنم ليس له شفيع ولا نصير. والآيات والأحاديث التي تدل على فضل التوحيد كثيرة.

### المدرسةالسلفية
قسم فقهاء السلفية التوحيد إلى ثلاث أقسام: توحيد علمي اعتقادي: توحيد أسمائه وصفاته وهو اثبات ما أثبته الله لنفسه أو أثبته له الرسول محمد بن عبد الله في الأحاديث التي يعتبرها السلفية صحيحة من غير تمثيل أو تكييف ونفي ما نفاه عن نفسه من غير تعطيل أو تحريف. وتوحيد إرداي طلبي: توحيد الألوهية. والوحدانية: تنفي الكثرة عن الله في الذّات والصّفات والأفعال أي لا توجد ذات مثل ذاته ولا صفات مثل صفاته ولا أفعال مثل أفعاله. وأيضاً فذات الله ليس مكونة من أجزاء مركبة، وكذا صفاته.
وقد وضع رجال الدين السلفيين شروط التوحيد أو كما تسمى شروط لا إله إلا الله وجمعها حافظ بن أحمد حكمي في منظومة «سلم الوصول» بقوله:
وبحسب الدكتور عائض القرني فهذه الشروط بالتفصيل هي: العلم المنافي للجهل: أن تعلم أنه لا يستحق العبادة إلا الله وحده. اليقين: وهو أن تتيقن بقلبك وعقلك وتعتقد اعتقاداً جازماً بهذا اليقين. القبول: فالبعض يعلم ويتيقن لكن لا يقبل بلا إله إلا الله. الانقياد: وهو اتباع الرسول محمد في كل نواحي الحياة سواءً السلوك الأدب الأخلاق والمعاملات. الإخلاص: فليست رياءً لذا وجب أن يكون العمل خالصاً له. الصدق. المحبة: وهي الاندفاع إلى الدين بمحبة من غير كسل وتململ.
ومعنى التعريف أن العقيدة الإسلامية لا يقبل فيها إلا اليقين أما الشك فغير مقبول مطلقاً. وقد قسم شيوخ السلفية التوحيد تقسيماً بسيطاً لسهولة الفهم فقط - وإنما التوحيد في أساس فهمه ومعناه لا يجزأ - إلى ثلاثة أقسام رئيسية - وهو مما يعترض عليه الأشاعرة - هي:
1. توحيد الربوبية: ويقصد بتوحيد الربوبية إفراد الله بأفعاله، وبعبارة أخرى أن يعتقد المسلم تفرد الله بالخلق والرزق والإحياء والإماتة والملك والتدبير وسائر ما يختص به من أفعال وقد كان هذا النوع من التوحيد واضحاً بيناً حتى لدى قريش قبل الإسلام.[9]
2. توحيد الألوهية:  معنى توحيد الألوهية هو الاعتقاد الجازم بأن الله هو الإله الحق ولا إله غيره وإفراده بالعبادة. والإله هو المألوه أي المعبود وتعرف العبادة لغةً بأنها الانقياد والتذلل والخضوع. فلا يتحقق توحيد الألوهية إلا بإخلاص المسلم العبادة لربه وحده في باطنها وظاهرها بحيث لا يكون شيء منها لغيره. ويقول ابن تيمية في توحيد الألوهية: «وهذا التوحيد هو الفارق بين الموحدين والمشركين، وعليه يقع الجزاء والثواب في الأولى والآخرة، فمن لم يأت به كان من المشركين».[10] وبهذا فإن تطبيق توحيد الألوهية يستلزم التوجه إلى الله وحده بجميع أنواع العبادة وأشكالها. ومنها الأمور التالية: إخلاص المحبة لله فلا يتخذ العبد من دون الله نداً يحبه كما يحب الله. إفراد الله في الدعاء والتوكل والرجاء فيما لا يقدر عليه إلا الله. إفراد الله بالخوف منه فلا يعتقد المؤمن أن بعض المخلوقات تضره بمشيئتها وقدرتها فيخاف منها فإن ذلك شرك بالله. إفراد الله بجميع أنواع العبادات البدنية مثل الصلاة والسجود والصوم وجميع العبادات القولية مثل النذر والاستغفار.
3. توحيد الأسماء والصفات: وهو الإيمان بما وصف الله به نفسه في كتابه أو وصفه به رسوله محمد من الأسماء الحسنى والصفات وإمرارها. وفي صياغة أخرى: اعتقاد انفراد الله بالكمال المطلق من جميع الوجوه بنعوت العظمة وذلك بإثبات ما أثبته الله لنفسه أو أثبته له رسوله محمد من الأسماء والصفات ومعانيها وأحكامها الواردة بالكتاب والسنة.

### أدلتهم
قال الله تعالى: ﴿قُلْ أَعُوذُ بِرَبِّ النَّاسِ ۝١ مَلِكِ النَّاسِ ۝٢ إِلَهِ النَّاسِ ۝٣﴾ [الناس:1–3] ففرق الله تعالى بين اتصافه بالربوبية والمٌلك والألوهية. وهذه الآيات تعد من أظهر الأدلّة.
قال الله تعالى: ﴿رَبُّ السَّمَاوَاتِ وَالْأَرْضِ وَمَا بَيْنَهُمَا فَاعْبُدْهُ وَاصْطَبِرْ لِعِبَادَتِهِ هَلْ تَعْلَمُ لَهُ سَمِيًّا ۝٦٥﴾ [مريم:65] ففرق الله تعالى بين ربوبيته، وعبادته، واسمه.
قال الله تعالى:﴿وَمَا يُؤْمِنُ أَكْثَرُهُمْ بِاللَّهِ إِلَّا وَهُمْ مُشْرِكُونَ ۝١٠٦﴾ [يوسف:106] فأثبت الله لبعض الناس إيمانًا وكفرًا بنفس الوقت، فدل ذلك بالضرورة على انفكاك الجهة، بمعنى أنهم آمنوا من وجه، وكفروا من وجه.
قول ابْن عَبَّاس – رَضِي الله عَنْهُمَا – في تفسير قَوْل الله تعالى: ﴿وَمَا يُؤْمِنُ أَكْثَرُهُمْ بِاللَّهِ إِلَّا وَهُمْ مُشْرِكُونَ ۝١٠٦﴾ [يوسف:106] قَالَ: سلهم من خلقهمْ وَمن خلق السَّمَوَات وَالْأَرْض؛ فَيَقُولُونَ: الله. فَذَلِك إِيمَانهم وهم يعْبدُونَ غَيره—. الدر المنثور ج4 ص593.
قول عطاء بن أبي رباح في تفسير قَوْل الله تعالى: ﴿وَمَا يُؤْمِنُ أَكْثَرُهُمْ بِاللَّهِ إِلَّا وَهُمْ مُشْرِكُونَ ۝١٠٦﴾ [يوسف:106] قَالَ: إِيمَانهم قَوْلهم: الله خلقنَا وَهُوَ يرزقنا ويميتنا فَهَذَا إِيمَان مَعَ شرك عِبَادَتهم غَيره—. الدر المنثور ج4 ص593.

### المدرسةالأشعرية
ذهب أهل السنة إلى أن حقيقة الوحدانية هي عبارة عن نفي التعدد في الذات والصفات والأفعال، فهو سبحانه لا شبيه له في ذاته ولا في صفاته ولا في أفعاله، والتوحيد هو إفراد المعبود بالعبادة مع اعتقاد وحدته ذاتاً وصفات وأفعالاً.
ويعتبر الأشاعرة أن صفة الوحدانية لله تنفي عنه الكثرة في ثلاثة أشياء:
1. في الذات: حيث أن حقيقة ذات الله ليست كمثل حقيقة ذات المخلوق فذات المخلوق جسم ومتحيز وليست كذلك ذات الله.
2. في الصفات: وحقيقة صفات الله ليست كحقيقة صفات المخلوق فعلم المخلوق مثلاً إما نتيجة فعل له أو انفعال أو تكيف نفسه بكيفية معينة أو بانطباع صورة المعلوم فيها أو بغير ذلك وليس علم الله شيئاً من ذلك وعلم المخلوق حادث له سبب لم يكن فيه ثم كان، لأنه ليس بعالم حين ولادته ثم حصل فيه العلم بالتدريج وليس كذلك علم الله، وبقاء المخلوق مثلاً عبارة عن استمرار وجوده في الزمان الثاني، أما بقاء الله فعبارة عن انتفاء عدمه، وقدم المخلوق مثلاً عبارة عن وجوده منذ أزمنة متطاولة بالنسبة إلى غيرها، وأما قدم الله فإنه عبارة عن عدم الأولية له وهكذا يقال في بقية الصفات.
3. في الأفعال: وأما الأفعال ففعل الله عبارة عن خلق للمفعول أي إيجاد للمفعول من العدم إلى الوجود فالله خالق كل شيء وأما فعل المخلوق فلا يمكن أن يكون خلقاً وإلا لم يكن الله خالقاً لكل شيء، بل فعل المخلوق عبارة عن اكتساب لما خلقه الله له، فنسبة الفعل إلى الله نسبة هي خلق ونسبة الفعل إلى المخلوق نسبةٌ هي كسب واكتساب. ويلزم عن الوحدانية في الأفعال أنه لا مؤثر ولا خالق إلا الله.

فوحدانية الذات تنفي أمرين:
1. الأول: أن تكون ذاته تعالى مركبة من جواهر وأعراض، أو من أبعاض وأجزاء، أو من شيء آخر مفترض، أو بمعنى آخر: أن تكون الذات الإلهية قابلة للانقسام، وإن لم تنقسم بالفعل. فكل مركب حادث مخلوق لا محالة لاحتياجه إلى من ركبه، ﴿فِي أَيِّ صُورَةٍ مَا شَاءَ رَكَّبَكَ ۝٨﴾ [الانفطار:8].
2. الثاني: أن تكون ذات أخرى يجب لها من الكمال ما يجب لله، ويستحيل عليها من النقص ما يستحيل عليه.

ووحدانية الصفات تنفي أمرين:
1. الأول: أن يكون له تعالى قدرتان وإرادتان و... إلى آخر الصفات، بل قدرته واحدة، وتتعلق بجميع الممكنات، وكذا إرادته وعلمه... إلخ.
2. الثاني: أن يكون لأحد من المخلوقين صفات كصفات الله تعالى، بأن تكون له قدرة توجد الأشياء، وإرادة تخصص، وعلم محيط، وغير ذلك؛ لأن الله تعالى لا شبيه له.

ووحدانية الأفعال تنفي أن يكون غيره تعالى كفعله؛ لأن الله لا شريك له في أفعاله بل هو المنفرد بالإيجاد والإعدام، والمخلوقات ليس لها تأثير إلا قيام الفعل بها نتيجة لاكتسابها له، فيجب أن نعتقد أن الأفعال كلها - صغيرها وكبيرها لله تعالى: ﴿وَاللَّهُ خَلَقَكُمْ وَمَا تَعْمَلُونَ ۝٩٦﴾ [الصافات:96]، وقال ﷺ: «إن الله يصنع كل صانع وصنعته». وتجمع جملة التوحيد (لا إله إلا الله) كل هذه المعاني.

#### موقفهم من تقسيم التوحيد الذي اختاره السلفية
يرى المتأخرون من الأشاعرة والماتريدية أن تقسيم التوحيد إلى توحيد ربوبية وتوحيد ألوهية وأسماء وصفات بدعة من البدع المذمومة في العقيدة، وذلك للأسباب التالية:
1. أنه لم يَرِدْ في الكتاب والسنة ولا في عصر السلف من أهل القرون الثلاثة، ولم يعرف لأحد قبل ابن تيمية ولم يدخل مقررات التوحيد إلا في القرن الثاني عشر على يد ابن عبد الوهاب.
2. أنه يتعارض مع آيات من القرآن الكريم كقوله تعالى: ﴿وَلَا يَأْمُرَكُمْ أَنْ تَتَّخِذُوا الْمَلَائِكَةَ وَالنَّبِيِّينَ أَرْبَابًا أَيَأْمُرُكُمْ بِالْكُفْرِ بَعْدَ إِذْ أَنْتُمْ مُسْلِمُونَ ۝٨٠﴾ [آل عمران:80]، وقوله تعالى: ﴿يَا صَاحِبَيِ السِّجْنِ أَأَرْبَابٌ مُتَفَرِّقُونَ خَيْرٌ أَمِ اللَّهُ الْوَاحِدُ الْقَهَّارُ ۝٣٩﴾ [يوسف:39] ولو صح التقسيم لقال تعالى آلهة ولم يقل أربابا. والله تعالى يقول عن المشركين: ﴿أَجَعَلَ الْآلِهَةَ إِلَهًا وَاحِدًا إِنَّ هَذَا لَشَيْءٌ عُجَابٌ ۝٥﴾ [ص:5]، وقال أيضاً: ﴿لَكِنَّا هُوَ اللَّهُ رَبِّي وَلَا أُشْرِكُ بِرَبِّي أَحَدًا ۝٣٨﴾ [الكهف:38] ولو كان هناك توحيد ربوبية وألوهية لقال: لكنا هو الله إلهي ولا أشرك بإلهي أحدا. وفي كتاب (مصباح الأنام وجلاء الظلام في رد شبه البدعي النجدي التي أضل بها العوام) للإمام عبد الله بن علوي الحداد: توحيد الألوهية داخل في عموم توحيد الربوبية بدليل أن الله تعالى لما أخذ الميثاق على ذرية آدم خاطبهم تعالى بقوله (ألستُ بربكم) ولم يقل بإلهكم فاكتفى منهم بتوحيد الربوبية ومن المعلوم أن من أقرَّ له بالربوبية فقد أَقرَّ له بالألوهية إذ ليس الربُ غير الإله بل هو الإله بعينه وأيضا ورد في الحديث أن الملكين يسألان العبد في قبره فيقولان من ربُك ولم يقولا من إلهك، فدلَّ على أن توحيد الربوبية شامل له.[14]
3. أنه صار ذريعة لرمي الموحدين من أهل القبلة بالشرك وإراقة الدماء ونشر البغضاء. فلم يكن رسول الله ﷺ يقول لأحد دخل في الإسلام: إن هناك توحيدين، وإنك لا تكون مسلماً حتى توحد توحيد الألوهية. ولا أشار إلى ذلك بكلمة واحدة، ولا نُقل ذلك عن أحد من السلف، أو أشار إليه أحد من الأئمة المتبوعين، وحتى جاء ابن تيمية في القرن السابع الهجري مقرراً إياه

وقالوا إن الإله الحق هو الرب الحق، والإله الباطل هو الرب الباطل، ولا يستحق العبادة والتأليه إلا من كان رباً، ولا معنى لأن نعبد من لا نعتقد فيه أنه رب ينفع ويضر، فهذا مرتب على ذلك. والله تعالى هو الرب، والرب هو الإله، فهما متلازمان يقع كل منهما موقع الآخر في الكتاب والسنة وكلام علماء الإسلام، وقد أومأ القرآن الكريم والسنة المستفيضة إلى تلازم توحيد الربوبية والألوهية: يقول تعالى: ﴿أَلَّا يَسْجُدُوا لِلَّهِ الَّذِي يُخْرِجُ الْخَبْءَ فِي السَّمَاوَاتِ وَالْأَرْضِ وَيَعْلَمُ مَا تُخْفُونَ وَمَا تُعْلِنُونَ ۝٢٥﴾ [النمل:25]. فسؤال الملكين للميت عن ربه لا عن إلهه؛ لأنهما لا يفرقان بين الرب والإله، وكان - ينبغي على مذهب هؤلاء - أن يقولا للميت: من إلهك؟ لا: من ربك؟! أو يسألاه عن هذا وذاك. وعلى ذلك فقصر توحيد الربوبية على الخالقية خطأ واشتباه وذلك؛ لأن معنى (الربوبية) ليس هو الخالقية فقط، كما توهم هذا الفريق بل هو يفيد تدبير العالم، وتصريف شؤونه، ولم يكن هذا موضع اتفاق بين جميع المشركين والوثنيين في عهد الرسالة، كما ادعى هذا الفريق. ولقد كان الكفار في عهد النبي ﷺ منهم الدهريون المنكرون للبعث، ومنهم الملحدون، والمشركون (الذي يشركون مع الله في التدبير بعض خلقه من أوثانهم)، وأهل الكتاب (المعددون للآلهة)، ومع ذلك فابن تيمية وأتباعه يظهرون الكفار وكأنهم فرقة واحدة.
وأوجه بطلان تقسيم التوحيد كثيرة تحدث عنها باستفاضة:
1. الشيخ يوسف الدجوي المالكي الأزهري المتوفى سنة 1365هـ في مقال له بعنوان: (نقد تقسيم التوحيد إلى ألوهية وربوبية).[14]
2. والشيخ محمد العربي التباني في كتابه (براءة الأشعريين من عقائد المخالفين) الذي نشره باسم مستعار هو أبو حامد بن مرزوق.
3. والشيخ أحمد محمود كريمة في كتابه (السلفية بين الأصيل والدخيل).
4. والشيخ محمد صالح بن أحمد الغرسي في كتابه (منهج الأشاعرة في العقيدة بين الحقائق والأوهام).
5. والشيخ عمر عبد الله كامل في كتابه (كلمة هادئة في بيان خطأ التقسيم الثلاثي للتوحيد).
6. والشيخ جميل حليم الحسيني في كتابه (السهم السديد في ضلالة تقسيم التوحيد).
7. وحسن بن علي السقاف في كتابه (التنديد بمن عدد التوحيد: إبطال محاولة التثليث في التوحيد والعقيدة الإسلامية).
8. الأشبوني، مقاصد منجيات الإحياء، تحقيق عبد المولى هاجل، بيروت، دار الكتب العلمية، 1443هـ/ 2021م.

### المدرسة الماتريدية
قال أبو منصور الماتريدي، وهو إمام الماتريدية، ويعدّه الأشاعرة المعاصرون إماما، وردت عنه بعض العبارات التي تدل على تقسيمه للتوحيد إلى قسمين: ربوبية وألوهية، حيث قال: (وَبعد فَإِنَّهُ لم يذكر عَن غير الْإِلَه الَّذِي يعرفهُ أهل التَّوْحِيد دَعْوَى الإلهية وَالْإِشَارَة إِلَى أثر فعل مِنْهُ يدل على ربوبيته) .

## التوحيد عند الشيعة
التوحيد هو الأصل الأول من أصول الدين عند الشيعة. وهم يعتقدون بوجوب توحيد الله تعالى في جميع الجهات. وأن توحيد الله يشتمل على أربعة أقسام وهي: التوحيد في الذات والتوحيد في الصفات والتوحيد في الأفعال والتوحيد في العبادة.
1- التوحيد في الذات: توحيد الذات يعني الاعتقاد بأن اللَّه تعالى واحد في ذاته، فلا نظير له ولا شبيه ولا يمكن تصور النظير والشبيه له. كما يعني ان الذات الإلهيّة ذات بسيطة لا كثرة فيها، ولا تركّب. وقد تفسّر آية 11 من السورة الشوری توحيد الذات في جملة واحدة تفسيراً بليغاً ورصيناً حيث تقول: ﴿فَاطِرُ السَّمَاوَاتِ وَالْأَرْضِ جَعَلَ لَكُمْ مِنْ أَنْفُسِكُمْ أَزْوَاجًا وَمِنَ الْأَنْعَامِ أَزْوَاجًا يَذْرَؤُكُمْ فِيهِ لَيْسَ كَمِثْلِهِ شَيْءٌ وَهُوَ السَّمِيعُ الْبَصِيرُ ۝١١﴾ [الشورى:11]
فإن الذات الإلهيّة هي أعلى من الخيال والقياس والظنّ والوهم، وليس بمقدور الإنسان أن يتصوّره، لأنّ الإنسان فقط بإمكانه أن يتصور الأشياء التي لاحظ أمثالها أو تحصّلت بعد التركّب والتجزئة. أمّا الشيء الذي ليس له أي مثيل فلا يتناوله الوهم والعقل أبداً، ومعرفة الإنسان لله تكون بمقدار أنّه موجود ويرى الإنسان أفعاله وآثاره في عالم الوجود الواسع، ومن هذه الأوصاف يدرك صفاته إجمالياً، ولكن ليس بمقدور حتّى الأنبياء المرسلين والملائكة المقرّبين أن يدركوا حقيقة ذاته.
2- التوحيد في الصفات: توحيد الصفات يعني الاعتقاد بأنّ صفاته الذاتية عين ذاته تعالى، وإن تكون صفاته الإلهية كثيرة بالمعنی والمفهوم فإنها واحدة بالهوية والوجود وانها موجودة كلها بوجود الذات الاحدية. وان صفاته ليست زائدة علی ذاته بل هي عين ذاته لأن زيادة الصفات على الذات تستلزم أن تكون الذات فاقدة لصفات الكمال. ومن جهة أخرى كما أنّ ذات اللَّه عزّ وجلّ أزلية وأبدية فإنّ صفاته كالعلم والقدرة وأمثالها أزلية وأبدية أيضاً.
3- التوحيد في الأفعال: التوحيد في الأفعال يعني كلّ فعل أو حركة أو ظاهرة يحدث في هذا العالم هو تحت سلطة الخالق وبمشيئته وتقديره تعالى، ولا شي‌ء بإمكانه أن يؤثر في عالم الوجود بدون إذنه ومشيئته‌. فالنار لا تحرق إلا بأمر الله، لذلك نار نمرود لم تحرق إبراهيم وكانت عليه برداً وسلاماً، لأن اللَّه تعالى أمرها بذلك. والماء لا يطفئ النار إلا بمشيئة اللَّه، وكلُّ ما يعمل الإنسان من عمل فإن ذلك بإذن اللَّه لأنه تعالى هو الذي أقدره على ذلك ومنحه الاختيار والحرية والقدرة والعقل ليتصرف كيف ما يريد، فكلُّ حركة من الحركات تعود إلى ذاته المقدسة، فان المؤثر للاستقلال هو اللَّه تعالى وما بقي من الأسباب فليس لها القدرة على التأثير إلّا بمشيئة اللَّه وإرادته.
ومن الآيات القرآنية التي تشير إلى توحيد الأفعال هي: ﴿يَا أَيُّهَا النَّاسُ اذْكُرُوا نِعْمَةَ اللَّهِ عَلَيْكُمْ هَلْ مِنْ خَالِقٍ غَيْرُ اللَّهِ يَرْزُقُكُمْ مِنَ السَّمَاءِ وَالْأَرْضِ لَا إِلَهَ إِلَّا هُوَ فَأَنَّى تُؤْفَكُونَ ۝٣﴾ [فاطر:3] وقوله تعالى: ﴿قُلْ مَنْ رَبُّ السَّمَاوَاتِ وَالْأَرْضِ قُلِ اللَّهُ قُلْ أَفَاتَّخَذْتُمْ مِنْ دُونِهِ أَوْلِيَاءَ لَا يَمْلِكُونَ لِأَنْفُسِهِمْ نَفْعًا وَلَا ضَرًّا قُلْ هَلْ يَسْتَوِي الْأَعْمَى وَالْبَصِيرُ أَمْ هَلْ تَسْتَوِي الظُّلُمَاتُ وَالنُّورُ أَمْ جَعَلُوا لِلَّهِ شُرَكَاءَ خَلَقُوا كَخَلْقِهِ فَتَشَابَهَ الْخَلْقُ عَلَيْهِمْ قُلِ اللَّهُ خَالِقُ كُلِّ شَيْءٍ وَهُوَ الْوَاحِدُ الْقَهَّارُ ۝١٦﴾ [الرعد:16]، كذلك ﴿هَذَا خَلْقُ اللَّهِ فَأَرُونِي مَاذَا خَلَقَ الَّذِينَ مِنْ دُونِهِ بَلِ الظَّالِمُونَ فِي ضَلَالٍ مُبِينٍ ۝١١﴾ [لقمان:11].
4- التوحيد في العبادة: التوحيد في العبادة يؤكد علی أن الله يجب ان يعبد لا غير ولا نركع لغيره ولا نسجد إلّا له فأنه أهل للعبادة وأن عبادته تمتلك جذورها في الروح والنفس الإنسانية. فالعبادة التي يؤديها الإنسان هي في الواقع نوع من التسليم والتبعية الاختيارية لعبادة تكوينية تقوم بها كل الخلائق.﴿يُسَبِّحُ لِلَّهِ مَا فِي السَّمَاوَاتِ وَمَا فِي الْأَرْضِ الْمَلِكِ الْقُدُّوسِ الْعَزِيزِ الْحَكِيمِ ۝١﴾ [الجمعة:1]

## أسماء الله في الإسلام
أسماء الله الحسنى
هو الله الذي لا إله إلا هو
الرحمن، الرحيم، الملك، القدوس، السلام، المؤمن، المهيمن،العزيز، الجبار، المتكبر، الخالق، البارئ، المصور، الغفار، القهار، الوهاب، الرزاق، الفتاح، العليم، القابض، الباسط، الخافض، الرافع، المعز، المذل، السميع، البصير، الحكم، العدل، اللطيف، الخبير، الحليم، العظيم، الغفور، الشكور، العلي، الكبير، الحفيظ، المقيت، الحسيب، الجليل، الكريم، الرقيب، المجيب، الواسع، الحكيم، الودود، المجيد، الباعث، الشهيد، الحق الوكيل، القوي، المتين، الولي، الحميد، المحصي، المبدئ، المعيد، المحيي، المميت، الحي، القيوم، الواجد، الماجد، الواحد، الصمد، القادر، المقتدر المقدم، المؤخر، الأول، الآخر، الظاهر، الباطن، الوالي، المتعالي، البر، التواب، المنتقم العفو، الرؤوف، مالك الملك، ذو الجلال والإكرام، المقسط، الجامع، الغني، المغني، المانع، الضار، النافع، النور، الهادي، البديع، الباقي، الوارث، الرشيد، الصبور.

## الشرك المنافي للتوحيد
يُعتبر الشرك بالله أعظم الذنوب والمعاصي التي يمكن للإنسان ارتكابها، ورد في القرآن: ﴿إِنَّ اللَّهَ لَا يَغْفِرُ أَنْ يُشْرَكَ بِهِ وَيَغْفِرُ مَا دُونَ ذَلِكَ لِمَنْ يَشَاءُ وَمَنْ يُشْرِكْ بِاللَّهِ فَقَدِ افْتَرَى إِثْمًا عَظِيمًا ۝٤٨﴾ [النساء:48]، والشرك بالله نوعان؛ أصغَر وأكبر، حيثُ أن الشرك الأكبر يُخرج الإنسان من دين الإسلام، وهو أن يجعل لله ندًّا أو يعتقد بألوهية غير الله، ويعبد غيره من شمس وقمر وبشر. أمّا الشرك الأصغر، فهو ما دون ذلك كمخافة غير الله، ورجاء غيره، فهذا لا يُعتبر مُخرجًا من الدِّين.